# بالاایالت نیویورک

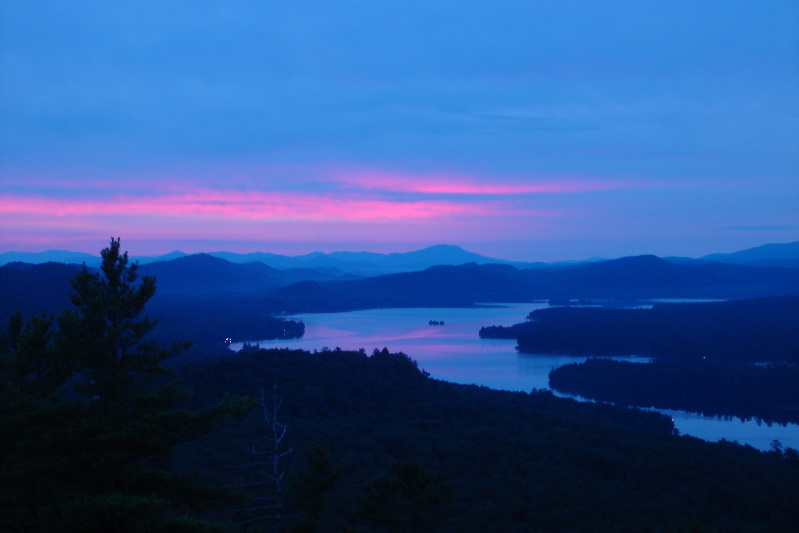
.

بالاایالت نیویورک (انگلیسی: Upstate New York) منطقه‌ای از ایالت نیویورک آمریکا است که عموماً در شمال نیویورک است. این منطقه همهٔ ایالت نیویورک جز شهر نیویورک و پیرامون آن و نیز لانگ آیلند را در بر می‌گیرد، گرچه مرز دقیق آن محل مباحثه است. بالاایالت نیویورک شهرهای بوفالو، نیویورک، روچستر، نیویورک، آلبانی، نیویورک، و سیراکیوز، نیویورک را در بر می‌گیرد.